# Conservatório de Milão

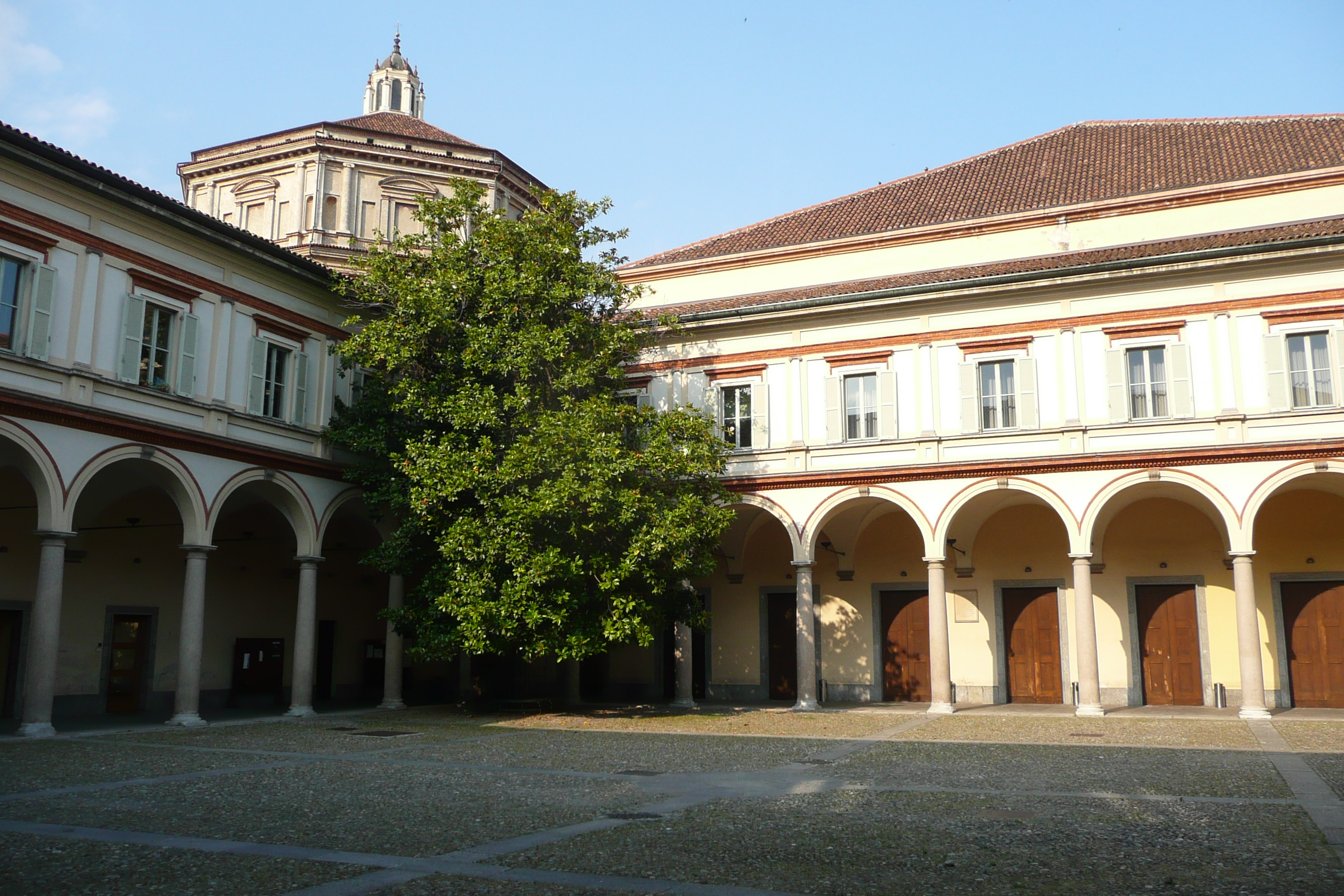
Pátio interno

Conservatório de Milão (Conservatório de Música Giuseppe Verdi de Milão) é uma faculdade de música fundada em 1808 em Milão pelo vice-rei Eugène de Beauharnais. Possui um museu, um salão de música e um grande auditório para música sinfônica. Sua biblioteca abriga mais de 35 000 livros e 460 000 peças de músicas, partituras de Wolfgang Amadeus Mozart, Gioachino Rossini, Gaetano Donizetti, Vincenzo Bellini e Giuseppe Verdi.